# 이영탁
이영탁(李永鐸, 1947년 2월 5일 ~ )은 대한민국 공무원, 정치가, 교육자이다. 2009년에 설립한 세계미래포럼 이사장으로 제4차 산업혁명을 대비한 많은 중소기업 사장을 교육시키고 있다.
이영탁은 경상북도 영주 출생으로 1947년 경상북도 영주군에서 태어났다. 대구상업고등학교(현 대구상원고등학교), 서울대학교 상과대학 경제학과, 영국 옥스퍼드 대학교 윌리암스 대학 대학원 경제학 석사, 성균관대학교 대학원 경제학 박사를 받았다.  1969년 제7회 행정고시에 합격하였고, 경제기획원, 재무부, 청와대 대통령비서실 등에서 근무하였다. 1995년 교육부 차관을, 2003년부터 2004년까지 국무조정실장을 지냈다.  2004년 제17대 국회의원 선거에 열린우리당 소속으로 경상북도 영주시 선거구에 나갔으나 낙선하였고, 2005년부터 2008년까지 증권거래소 이사장을 지냈다. 2009년 세계미래포럼을 결성하여 경영인들의 21세기 미래준비를 교육시키고 있다.

## 학력
~ 2001 성균관대학교 대학원 경제학 박사
윌리암스대학대학원 경제학 석사
서울대학교 학사
~ 1965  대구상업고등학교

## 경력
2009.05 ~ 세계미래포럼 이사장
2005.01 ~ 2008.03  한국증권선물거래소 이사장
2003.02 ~ 2004  제7대 국무총리 국무조정실 실장
2000.03  아이들과 미래 부이사장
1999  케이티비네트워크 대표이사 회장
1999.03  경희대학교 경제학 겸임교수
1997  제16대 국무총리 행정조정실장
1995  교육부 차관
1994  재정경제원 예산실장
1993.04  대통령비서실 재경비서관
1987  재무부 저축심의관, 감사관, 증권국장
1985  경제기획원 경제기획국 동향분석과장
1983  국제부흥개발은행(IBRD) 근무
1981  청와대 대통령비서실 경제비서실 행정관
1977  경제기획원 예산국 농림, 건설교통예산 담당관
1969  제7회 행정고시 합격

### 저서
경제이야기  1990
경제이야기 개정판 1994
지식경제를 위한 교육혁명 1999
미래진단법 205
미래와 세상 2010
이정구 2012
당신의 미래에 던지는 빅퀘스천 10  2019